# Partido Socialista Popular (Cuba)
El Partido Socialista Popular (PSP) fue un partido político cubano. Fundado el 16 de agosto de 1925 como el Partido Comunista Cubano por José Miguel Pérez, Carlos Baliño, Alfonso Bernal del Riesgo, Julio Antonio Mella, Fabio Grobart, Alejandro Barreiro y Venancio Rodríguez.

## Breve historia
El Partido Comunista Cubano permaneció en la clandestinidad hasta 1938, y siguió las orientaciones y la directrices del partido comunista de la Unión Soviética. El primer secretario general (jefe) del partido en 1925 fue José Miguel Pérez, español que fue apresado durante el gobierno de Gerardo Machado y expulsado del país. En 1926, Mella fue expulsado del partido por indisciplina; realizó una huelga de hambre sin permiso del partido, pero fue readmitido en mayo de 1927. José Peña Vilaboa fue secretario general del partido desde 1926 a 1927, Jorge A. Vivó desde 1927 a 1933, y Blas Roca desde 1934 a 1961. En 1927 ingresó a la organización el destacado revolucionario Rubén Martínez Villena. En agosto de 1933 durante la huelga general contra la dictadura de Gerardo Machado el partido comunista pactó con Machado para suspender la huelga a cambio de concesiones para el partido, incluido la legalización de este, pero los comunistas no tuvieron éxito, la huelga continuó y Machado renunció a la presidencia, y huyó a Bahamas el 12 de agosto de 1933. Algunos miembros del partido como Joaquín Ordoqui, Ramón Nicolau, Rolando Masferrer y otros, estuvieron entre los 1101 cubanos que participaron en la guerra civil española (1936-1939) en defensa del bando republicano. En 1939 el Partido toma el nombre de Unión Revolucionaria Comunista y es elegido Juan Marinello Vidaurreta como su presidente; el partido comienza a extenderse entre los miembros de la Confederación Nacional Obrera de Cuba (CNOC). El comunista Lázaro Peña dirige la Confederación de Trabajadores de Cuba (CTC) desde su fundación en 1939 hasta 1947. Seis comunistas: Juan Marinello, Blas Roca, Salvador García Agüero, Romárico Cordero, César Vilar, y Esperanza Sánchez Mastrapa (expulsada del partido en 1951) participaron en la Asamblea Constituyente que aprobó la Constitución cubana de 1940. En marzo de 1943 los comunistas fundaron en La Habana, con ayuda de una colecta popular, la radioemisora Mil Diez que fue allanada por la policía y clausurada en 1948 por el gobierno de Ramón Grau San Martín. El 22 de enero de 1944 el partido tomó el nombre definitivo de Partido Socialista Popular (PSP) presidido por Juan Marinello. En 1948, el partido postuló para presidente del país a Juan Marinello, pero no ganó la elección, y también en 1952, pero esta elección no se hizo por el golpe de Estado de Fulgencio Batista.

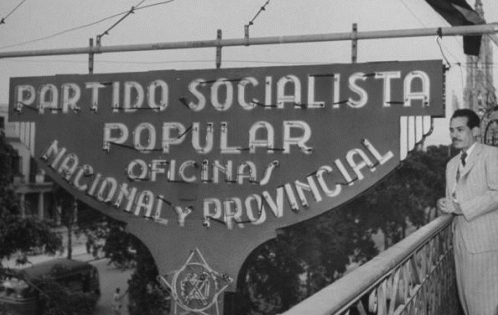
Blas Roca en la sede del Partido Popular Socialista en La Habana, 1945

. El Partido Comunista fue legalizado en 1938, durante el gobierno de Federico Laredo Brú con el apoyo del jefe del ejército Fulgencio Batista.
Por pragmatismo, el PSP apoyó la candidatura presidencial de Fulgencio Batista para el período 1940-1944 en que fue presidente, cómo partido integrante de la Coalición Socialista-Democrática (CSD) que lo postuló. Durante este gobierno de Batista dos dirigentes comunistas, Juan Marinello y Carlos Rafael Rodríguez son nombrados ministros sin cartera del gabinete. En las elecciones de 1944 el partido apoyó la candidatura presidencial de Carlos Saladrigas Zayas, candidato de Batista, quien obtendría el segundo lugar con 839 220 votos. Varios miembros del partido fueron representantes a la Cámara de Representantes en el Congreso cubano en diferentes períodos (ej. Blas Roca, Juan Marinello, Lázaro Peña, Jesús Menéndez, Zoilo Marinello, Salvador García Agüero, Joaquín Ordoqui, César Vilar, Esperanza Sánchez, Segundo Quincosa); Juan, Salvador, y César llegaron a ser senadores en 1944, y Juan Marinello fue vicepresidente del Senado en 1946. El 24 de agosto de 1950, el primer ministro Manuel Antonio de Varona, durante el gobierno de Carlos Prío, clausuró el periódico oficial del partido "Hoy" (fundado en 1938); volvió a publicarse el 26 de agosto de 1951, después de una batalla legal. El gobierno de Carlos Prío Socarrás limitó la influencia política del PSP, porque el presidente era anticomunista.
En 1952, el PSP es ilegalizado por la dictadura de Fulgencio Batista, amigo de los comunistas durante su presidencia de 1940-1944, que adoptó una política anticomunista para agradar al gobierno estadounidense, aunque su prensa continúa circulando libremente, excepto el órgano partidario Hoy que fue clausurado después del 26 de julio de 1953. En 1953, el PSP condenó como "actividades aventureras de la oposición burguesa" el asalto al cuartel Moncada realizado por Fidel Castro y sus seguidores.
Como parte de la oposición a la dictadura de Batista en 1957, mostrará una actitud ambigua hacia el Movimiento 26 de Julio, ya que en varias reuniones clandestinas previas entre la dirección del PSP y la dirección del movimiento, se destacaban las diferencias de criterios de si se debía llegar al poder (para llevar a cabo los programas sociales que ambas organizaciones pretendían), mediante las elecciones o la lucha armada en la cual, el PSP no consideraba alcanzaría la victoria, y no es hasta finales de 1957 cuando Fidel Castro se entrevista de madrugada en la Comandancia General en la Sierra Maestra con Ursinio Rojas, uno de los dirigentes del PSP y miembro de su buró político, acordándose mutuamente planes conjuntos para llevar adelante la lucha. El PSP introdujo las modificaciones necesarias para conjugar las formas de lucha, autorizando a sus militantes a integrar las filas del Ejército Rebelde. 
Así, a su retorno a la Sierra Maestra, cumpliendo orientaciones del Jefe de la Revolución, el comandante Fidel Castro, Ursinio, a finales del 1957 e inicios de 1958, da los primeros pasos para la creación del Frente Obrero Nacional del Movimiento 26 de Julio. Muchos miembros del PSP se integran a las filas del Ejército Rebelde en la Sierra Maestra, y a la lucha revolucionaria y el apoyo logístico y clandestino de este, desde las ciudades. Surge también uno de los frentes guerrilleros integrados por militantes del PSP, en las montañas del Escambray (en Las Villas, actual Villa Clara).
Miembros del partido fueron dirigentes destacados en los sindicatos obreros, por ejemplo, Lázaro Peña. Eusebio Mujal fue miembro desde 1931 a 1932 en que fue expulsado por tendencias trotskistas. Aureliano Sánchez Arango fue miembro un período breve al inicio de la década de 1930. Rolando Masferrer fue miembro del partido entre 1935 y 1945, en que fue expulsado por sectarismo. Otros miembros destacados fueron Aníbal Escalante, Aracelio Iglesias, Flavio Bravo, Gaspar Jorge García Galló, Severo Aguirre del Cristo, Nicolás Guillén, Osmany Cienfuegos, Félix Pita Rodríguez, Carlos Franqui, Alfredo Guevara, Edith García Buchaca,  José María Pérez, Paquito Rosales, Amancio Rodríguez, Agapito Figueroa, Nila Ortega, Faustino Calcines, Raúl Valdés Vivó, César Escalante, José Ramírez Cruz, Jorge Risquet, Juan Taquechel, Secundino Guerra, Manuel Luzardo, y Lionel Soto. Desde joven Raúl Castro militaba en la Juventud Socialista del Partido Socialista Popular (PSP), mucho antes del asalto al Cuartel Moncada y la lucha guerrillera de la Sierra Maestra. Las estrategias de la dirección del Movimiento 26 de Julio y la dirección del PSP, se han mantenido en discreción durante mucho tiempo, por lo cual, no han sido ni fueron del conocimiento absoluto de todos sus miembros o militantes.

## Triunfo de la Revolución Cubana

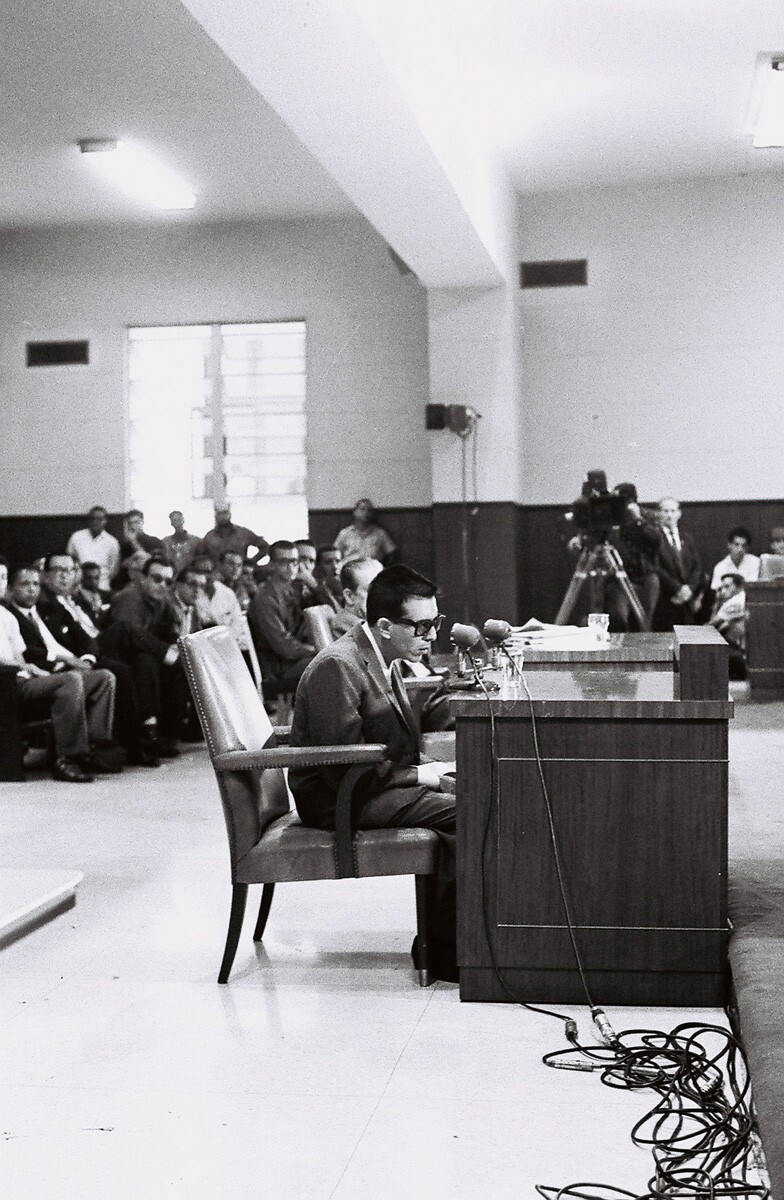
Juicio de Marcos Rodríguez Alfonso.

Con el triunfo de la revolución cubana en enero de 1959 el PSP se integra a las Organizaciones Revolucionarias Integradas (ORI) (1961), y en 1962 se fusiona con el Movimiento 26 de Julio y el Directorio Revolucionario 13 de Marzo para formar el posteriormente denominado Partido Unido de la Revolución Socialista de Cuba (PURS), declarado como partido único, luego de pasar por momentos difíciles dentro de las filas del PSP, cuando algunos de sus miembros asumen actitudes 'sectaristas' hacia la nueva estrategia y dirección del partido, y que no correspondían ni con la conducta ni la disciplina férrea que marcaba de siempre a sus miembros, y la fidelidad y entrega a las decisiones de su dirección y sus miembros, surgiendo el 'sectarismo' dentro de sus filas. Así, el 26 de marzo de 1962 se realiza el llamado primer proceso Escalante, proceso judicial donde Aníbal Escalante (secretario de organización de las ORI) es acusado de sectarismo. El proceso culmina con la disolución de las ORI, quedando severamente desprestigiados algunos de los veteranos militantes comunistas del PSP, arrastrados por el ingrato papel que la Unión Soviética impuso al Comandante Fidel Castro durante la Crisis de los misiles de Cuba, por el juicio a Marcos Rodríguez Alfonso, alias Marquitos, delator de los mártires de Humboldt 7, que fue protegido por los comunistas Joaquín Ordoqui y su esposa Edith García Buchaca, que fueron expulsados del partido y sancionados, y por el caso de la microfracción.
Durante el Gran Debate sobre la dirección económica que tomaría la Revolución cubana el Partido Socialista Popular sostuvo que Cuba necesitaba un período de transición como economía mixta en el que se maximizara la economía azucarera cubana para obtener ganancias antes de que se pudiera establecer una sociedad comunista.
Cuando el 3 de octubre de 1965 surge el nuevo Partido Comunista de Cuba (PCC), muchos de los militantes del antiguo Partido Socialista Popular (PSP) integran el nuevo Comité Central (de 114 miembros), el Buró Político y el Secretariado, ocupando importantes cargos o puestos dentro de la dirección política, administrativa, sindical y masiva del pueblo cubano, convirtiéndose muchos de ellos en figuras claves de la nueva dirección del país y del nuevo PCC, como Blas Roca, Carlos Rafael Rodríguez, Lázaro Peña, Juan Marinello Vidaurreta, Zoilo Marinello, Flavio Bravo Pardo, Ursinio Rojas, Juan Taquechel, Severo Aguirre del Cristo, Agapito Figueroa, y muchos otros.